# اورابا

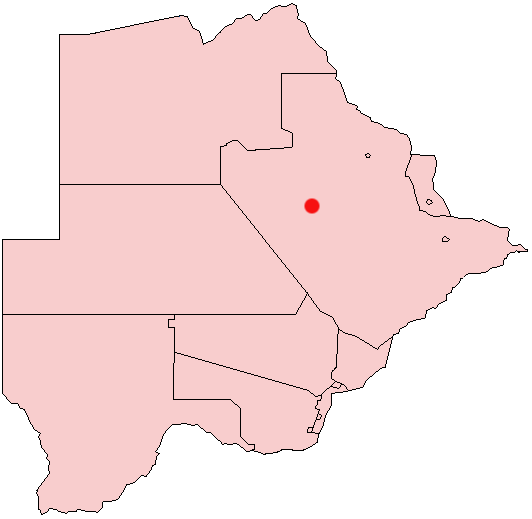
موقع مدينة اورابا في بتسوانا

اورابا هي بلدة تقع في المنطقة الوسطى من بوتسوانا. يتواجد في اورابا أكبر منجم لإنتاج الماس في العالم من حيث المساحة، تعتبر اورابا عاصمة الماس في البلاد. يوجد بالقرب منها منجم كمبرليت آخر تملكه لوكارا دايموند، ويعتقد أنه يحتوي على احتياطيات كبيرة جدًا من الماس.
يوجد في المدينة أربع مدارس، واحدة منها تدرس باللغة الإنجليزية، تخدم مجتمعًا يحتوي على نسبة عالية من المهاجرين. كان عدد السكان في عام 1996 حوالي 10000 نسمة، لكنه زاد كثيرًا في السنوات العشر الماضية ولا يزال في ازدياد، نظرًا لزيادة إنتاج التعدين بما يتماشى مع أهداف التنمية.